# Vinaròs

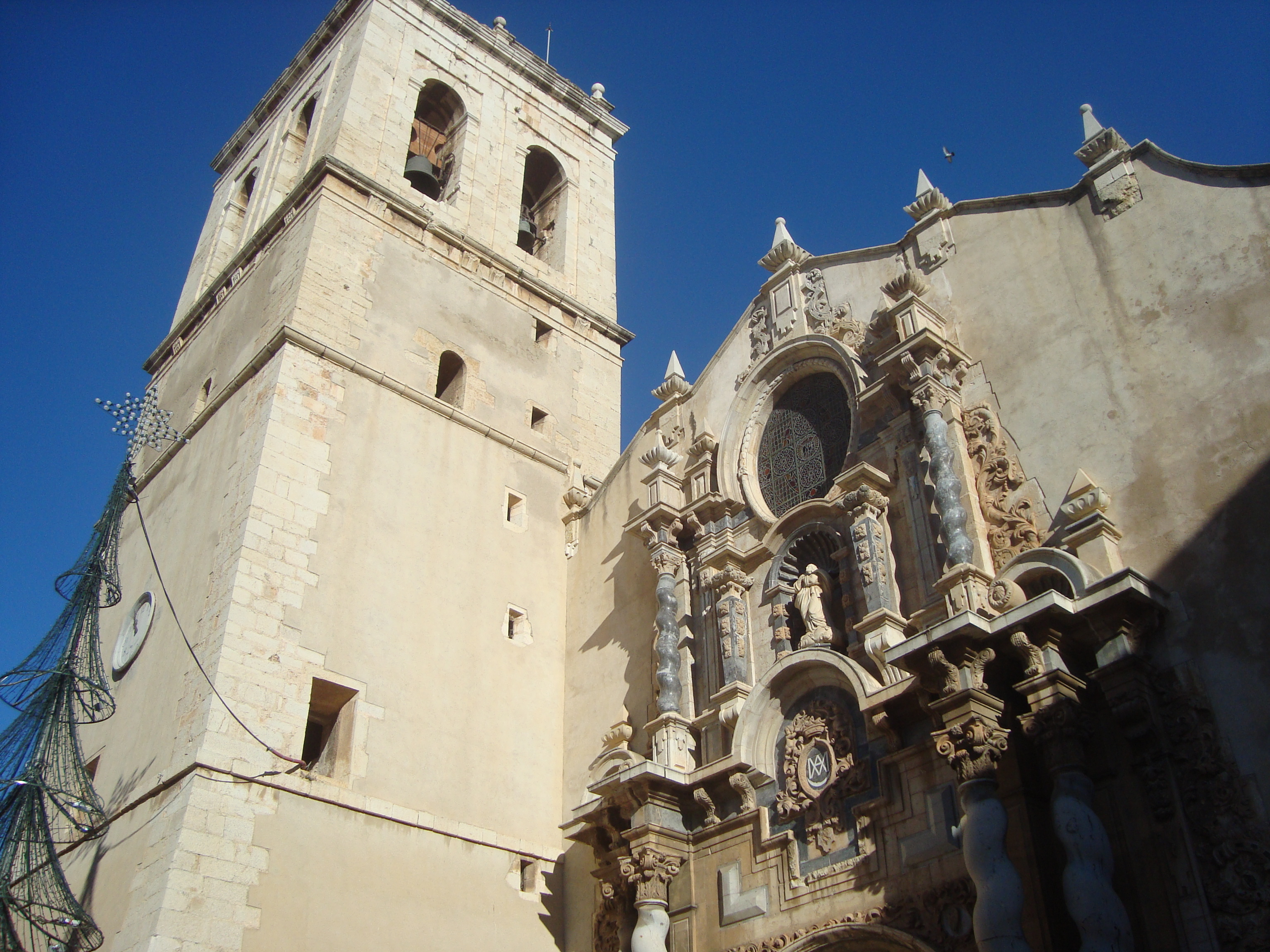
Vinaròs

Vinaròs (spanisch Vinaroz) ist eine Stadt in Ostspanien, an der Costa del Azahar, an der nördlichen Grenze der Provinz Castelló, etwa 160 Kilometer nördlich von Valencia. Vinaròs ist eine der größten Städte der Provinz und Hauptstadt des Verwaltungsbezirks Baix Maestrat. Der Ort liegt nahe der Mündung des Küstenflusses Cérvol ins Mittelmeer und hat einen bedeutenden Hafen.

## Geschichtliches
Während der Kriege von Napoleon Bonaparte auf der Iberischen Halbinsel siegte der französische General Musnier bei Vinaròs im November 1810 über die Spanier.

## Kultur und Sehenswürdigkeiten

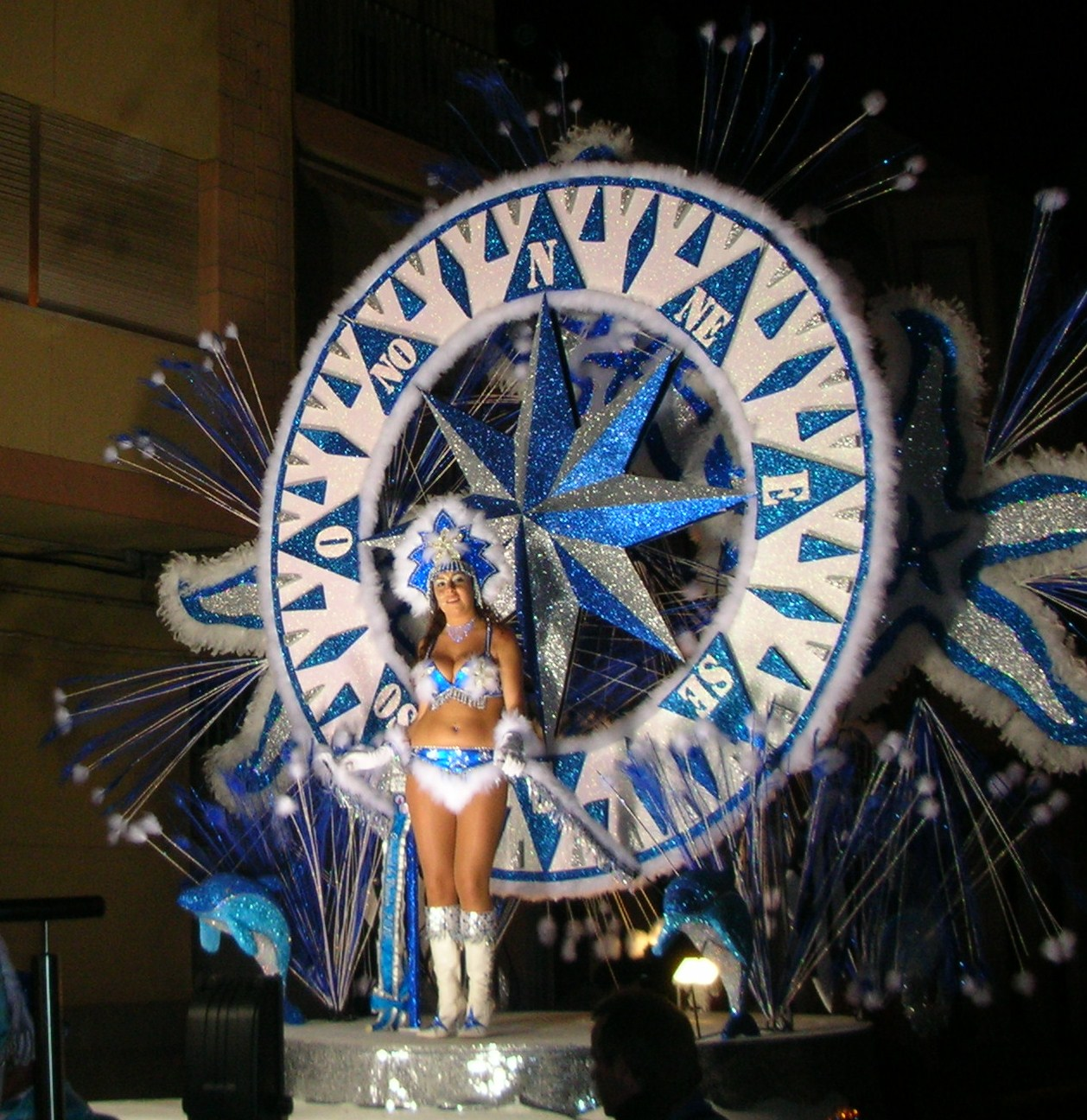
Carnaval de Vinaròs 2010

Sehenswert sind die Kirche Arxiprestal de l'Assumpció aus dem siebzehnten Jahrhundert im Stadtzentrum und die malerische Ermita de la Mare de Déu de la Misericòrdia i de Sant Sebastià, die auf einem 144 m hohen Hügel 5 km westlich des Ortes liegt.
Der Karneval in Vinaròs ist ein Anziehungspunkt der ganzen Gegend und wird vom Volk durch Karnevalvereine organisiert. In der Nit del Pijama tragen alle Leute in der Stadt Pyjama oder Schlafanzug.

## Sonstiges
Auf dem Flugplatz Vinaròs lag während des Spanischen Bürgerkrieges zwischen Mai und November 1938 die Mehrzahl der Maschinen der Aufklärungsgruppe 88 der deutschen Legion Condor, Heinkel He 45 und Dornier Do 17.
20 km vor der Küste im Mittelmeer soll das größte unterirdische Erdgaslager in einer ausgebeuteten Erdöllagerstätte entstehen. Innerhalb mehrerer Wochen zuvor war es zu 200 kleineren Erdbeben gekommen, mit dem stärksten mit Magnitude 4,2 am 1. Oktober 2013, worauf der Industrieminister die Einleitung von Gas stoppen ließ.

## Söhne und Töchter der Gemeinde

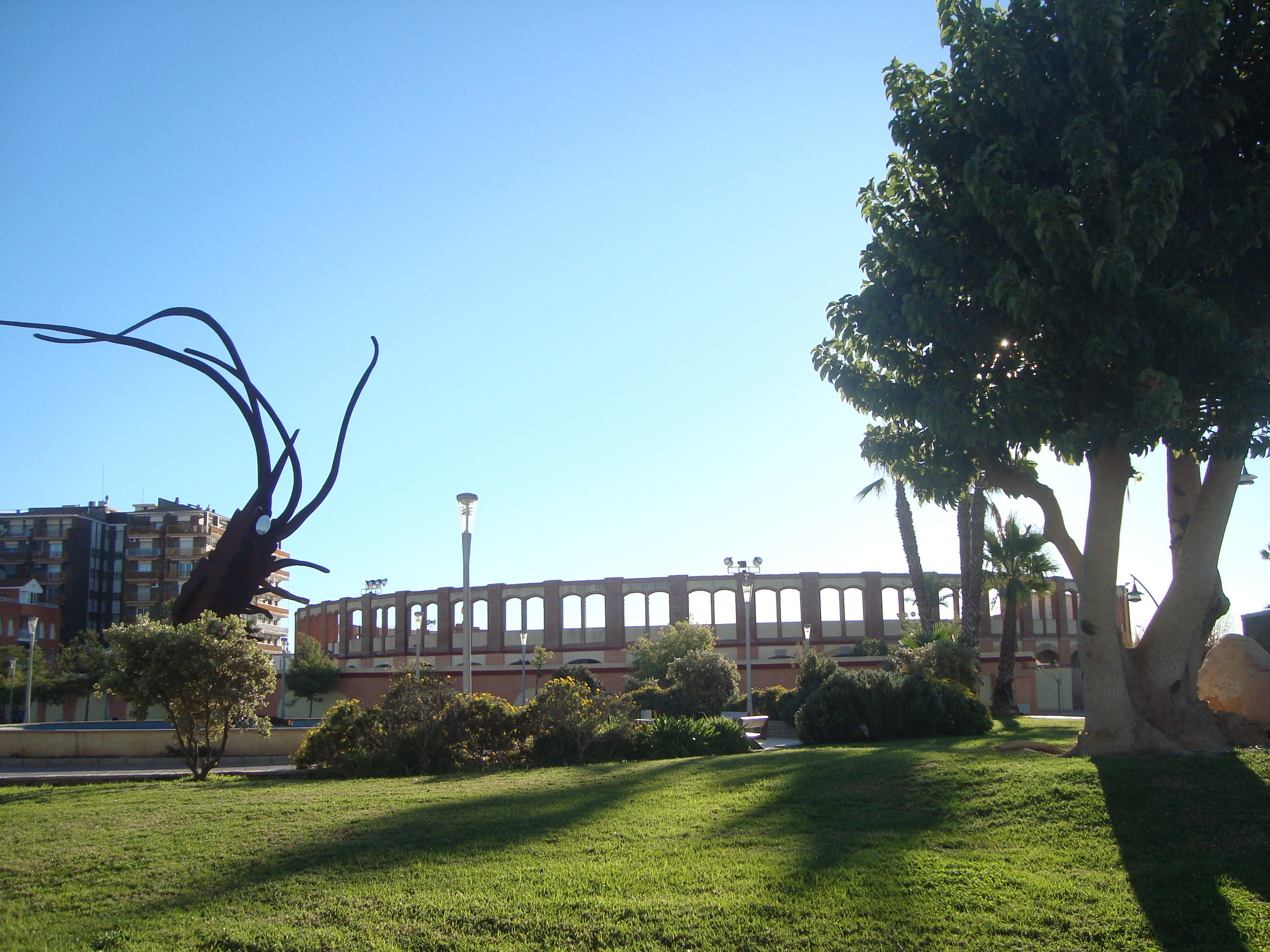
Vinaròs

- VinaròsÁngel de Villalobos (1808–1880), Journalist, Politiker, Industrieförderer, Romanist und Hispanist
- Germán Lorente (1932–2019), Regisseur und Drehbuchautor
- Carles Santos Ventura (1940–2017), Komponist und Künstler
- Pedro Barceló (* 1950), spanisch-deutscher Althistoriker